# Billboard (film)
Billboard – polski film sensacyjny z 1998 r. w reżyserii Łukasza Zadrzyńskiego.

## Obsada aktorska
- Rafał Maćkowiak − Kuba Alchimowicz
- Andrzej Seweryn − dyrektor agencji reklamowej
- Bogusław Linda − Śliski
- Piotr Fronczewski − "Kaleka"
- Paweł Kukiz − "Żyła"
- Elena Łazutkina − Masza
- Katia Gusjewa − Tania
- Borys Jaźnicki − Paweł Rolski
- Ryszard Chlebuś − sprzedawca hot-dogów
- Paweł Wilczak − złodziej samochodu Kuby
- Piotr Gąsowski − kolega z pracy
- Justyna Steczkowska − dziewczyna z pracy
- Katarzyna Bargiełowska − sekretarka
- Paweł Audykowski − Rosjanin
- Piotr Siejka – zboczeniec
- Marian Glinka – ochroniarz
- Mikołaj Grabowski – policjant
- Łukasz Zadrzyński – jeden z reżyserów tworzący reklamy

## Fabuła
Kuba (Rafał Maćkowiak) jest pracownikiem agencji reklamowej. Dostaje zlecenie od dyrektora agencji. Musi znaleźć modelkę − Rosjankę Maszę. Od tego zależą pieniądze przeznaczone na kampanię reklamową od sponsora. Szukając jej, Kuba poznaję Tanię − przyjaciółkę Maszy. Podstępem zdobywa od niej adres Maszy. Następnego dnia Dyrektor jest na Kubę wściekły. Twierdzi, że nie ma Maszy pod tym adresem. Kuba kontynuuje poszukiwania i zostaje wplątany w morderstwo.

## Nagrody
1999:
- Orzeł, Polska Nagroda Filmowa:
  - nominacja za scenografię − Janusz Sosnowski